# میشل ووتروت
میشل ووتروت (انگلیسی: Michel Vautrot؛ زادهٔ ۲۳ اکتبر ۱۹۴۵) داور فوتبال اهل فرانسه است.
وی بازیها  فینال جام ملت‌های اروپا ۱۹۸۸  و فینال جام ملتهای آسیا ۱۹۸۸ و افتتاحیه جام جهانی 1990 بین تیمهای آرژانتین و کامرون را داوری کرد.وی همچنین برندهٔ جوایزی همچون لژیون دونور (شوالیه) شده‌است.